# Lisianthius jefensis
Lisianthius jefensis là một loài thực vật có hoa trong họ Long đởm. Loài này được A. Robyns & T.S. Elias mô tả khoa học đầu tiên năm 1968.